# Eidinghausen
Eidinghausen (plattdeutsch: Äidinghusen) ist ein Stadtteil von Bad Oeynhausen im Kreis Minden-Lübbecke in Ostwestfalen.

## Lage
Eidinghausen liegt südlich des Wiehengebirges. Im Westen grenzt Eidinghausen an die Bad Oeynhausener Stadtteile Volmerdingsen und Werste, im Osten an Dehme und im Süden an Rehme und das Stadtzentrum. Im Norden grenzt der Ort an die Stadtteile Dützen und Haddenhausen der Stadt Minden.
Naturräumlich gesehen liegt der Ort im nördlichen Teil des Ravensberger Hügellands und hat Anteil am Östlichen Wiehengebirge, das auf dem Kamm die Nordgrenze des Ortes bildet. Im äußersten Süden hat Eidinghausen Anteil an der west-östlich verlaufenden Werre-Niederung  mit Auelehm-Böden. Der tiefstliegende, direkt an der unteren Werre gelegene Streifen ist hochwassergefährdet und teilweise eingedeicht, die Deichpflege übernimmt der Werre-Wasserverband.

## Geschichte
Erstmals wird Eidinghausen 1183 urkundlich erwähnt. Der Ort gehörte bis zu den Napoleonischen Kriegen zur Vogtei Gohfeld im Amt Hausberge des Fürstentums Minden. Von 1807 bis 1810 gehörte Eidinghausen zum napoleonischen Satellitenstaat Königreich Westphalen, in dem der Ort zum Kanton Haddenhausen gehörte. Von 1811 bis 1813 gehörte der Ort unmittelbar zu Frankreich und war dort Sitz der Mairie Eidinghausen im Arrondissement Minden des Departements der Oberen Ems. Eidinghausen fiel 1813 wieder an Preußen und kam 1816 zum neuen Kreis Minden. Im Kreis Minden gehörte Eidinghausen bis 1851 zum Amt Dützen und seitdem zum Amt Rehme. Bevor die Gemeinde bei der kommunalen Neugliederung am 1. Januar 1973 Teil der Stadt Bad Oeynhausen wurde, hatte sie eine Fläche von 8,01 km² sowie 6029 Einwohner (31. Dezember 1972).

### Ortsteile
Wöhren und Hedingsen sind Ortsteile von Eidinghausen.

## Sehenswürdigkeiten

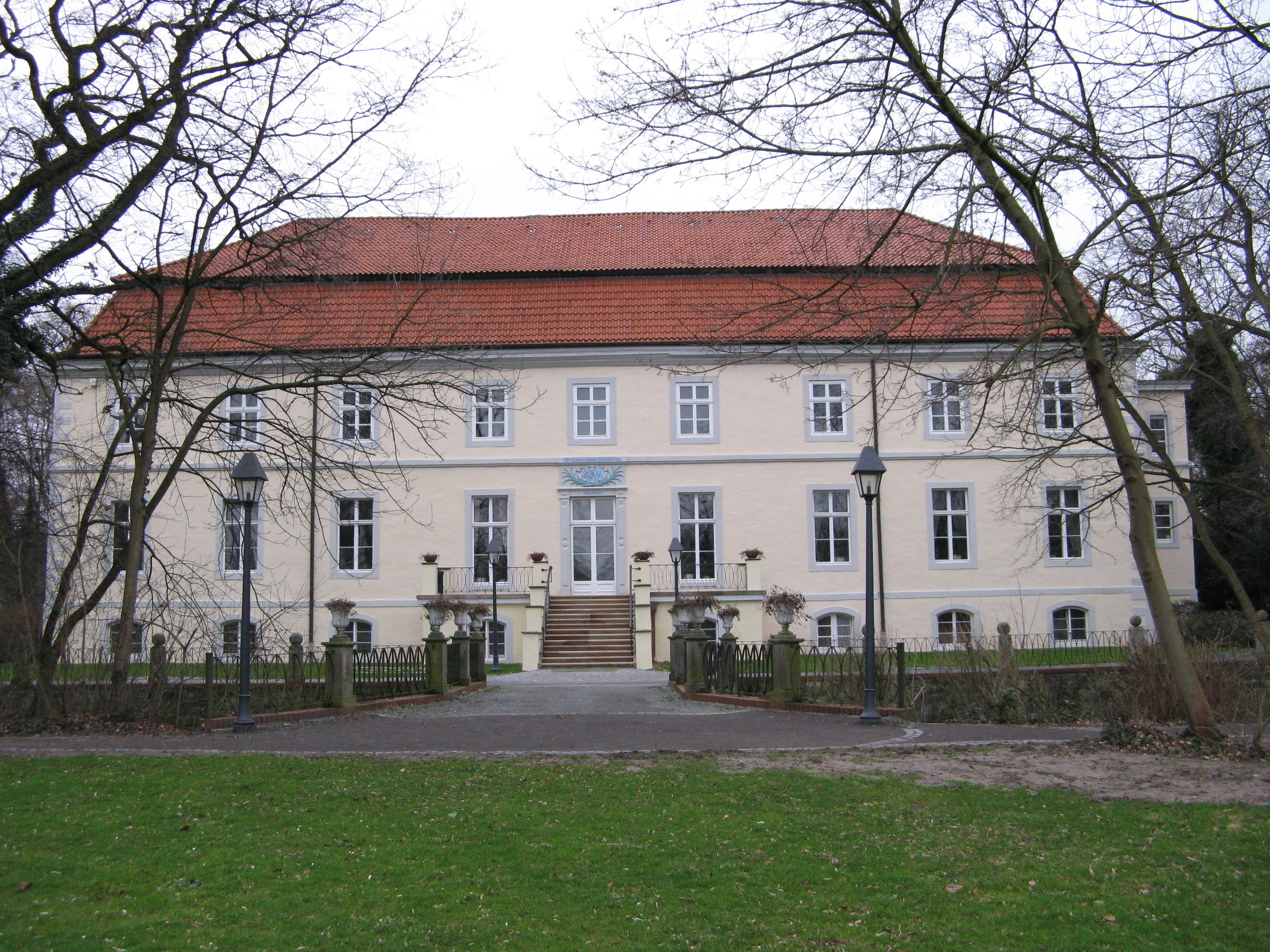
Schloss Ovelgönne

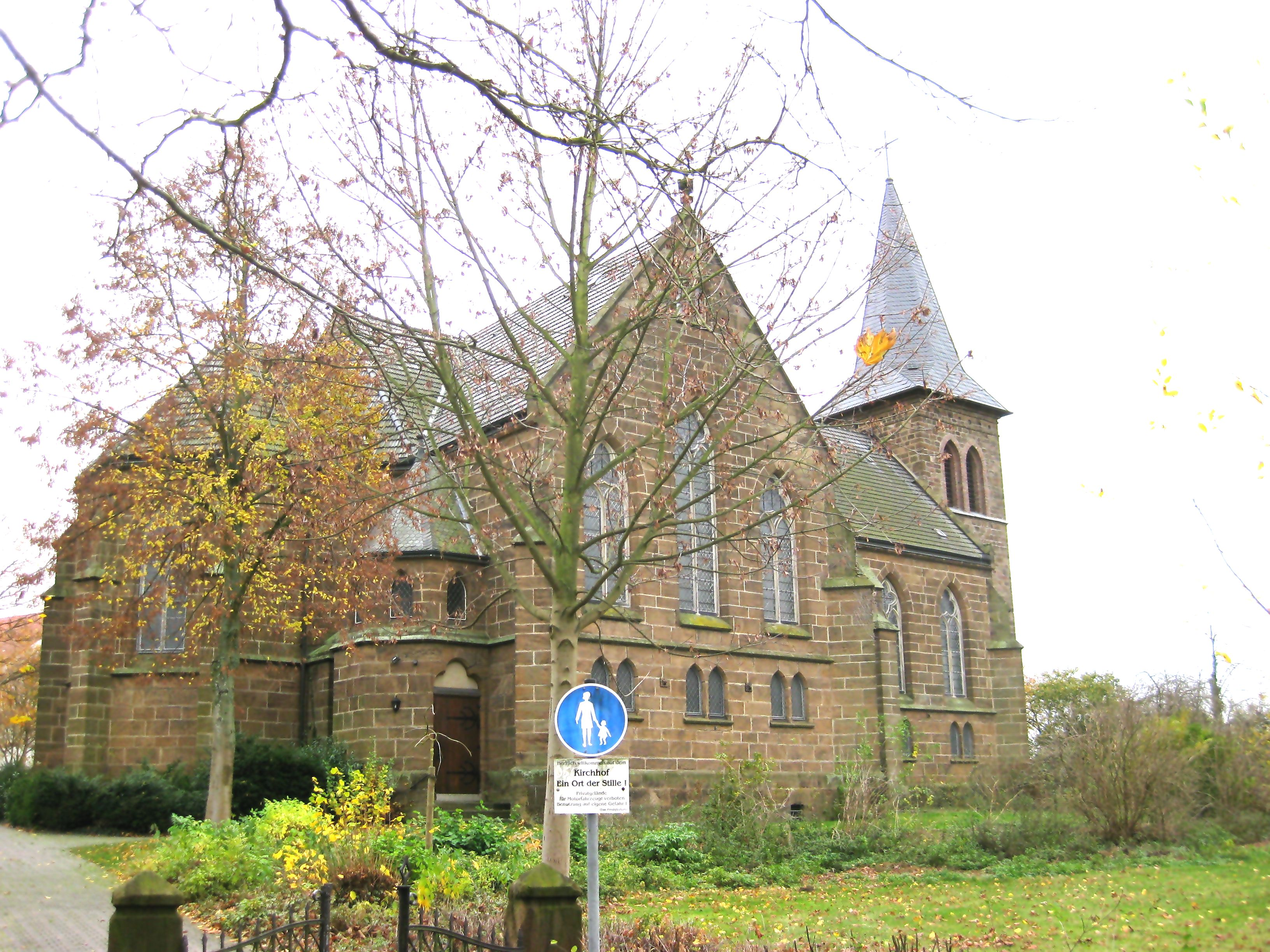
Evangelische Kirche Eidinghausen

Das Wasserschloss Ovelgönne wurde 922 erstmals urkundlich erwähnt, es ist damit einer der ältesten Adelssitze im Kreis Minden-Lübbecke. Ab der Mitte des 18. Jahrhunderts wurde das ursprüngliche Gut in eine barocke Anlage ausgebaut. Da das Schloss immer mehr verfiel, kaufte die Gemeinde Eidinghausen es 1940, um ein Dorfgemeinschaftshaus zu errichten. Nach dem Krieg diente das Haus u. a. als Altenheim.
1981 begann die Stadt Bad Oeynhausen, Schloss Ovelgönne als Bürgerzentrum umzubauen.
Die Evangelische Kirche Eidinghausen wurde in der Zeit von 1892 bis 1896 erbaut.
Im Wiehengebirge steht mit der Krausen Buche eine Süntelbuche, die als Naturdenkmal ausgewiesen ist.

## Vereine
Der Vereinsring Eidinghausen koordiniert die Aktivitäten von 16 Vereinen.

## Wirtschaft und Infrastruktur
In Eidinghausen liegt das größte Gewerbegebiet der Stadt Bad Oeynhausen mit einer Fläche von 64 ha in unmittelbarer Nähe eines Anschlusses an die Bundesautobahn A 30.
Die Klinik Bad Oexen ist mit 300 Betten eine Reha-Klinik insbesondere für Patienten mit bösartigen Geschwulsterkrankungen und malignen Systemerkrankungen.
Eidinghausen ist Standort eines evangelischen Kindergartens, einer Grundschule und eines Schulzentrums mit der Realschule Nord und der Europaschule Bad Oeynhausen – Städtische Gesamtschule.

## Persönlichkeiten
- Gerhard Eickmeier (1931–2024), Jurist, Oberstadtdirektor von Wilhelmshaven
- Gerhard Limberg (1920–2006), Generalleutnant der Bundeswehr, Inspekteur der Luftwaffe